# إيبويتين بيتا
إيبويتين بيتا (بالإنجليزية:Epoetin beta) يعرف بأسماء تجارية مختلفة مثل (NeoRecormo,Betapoietin) وغيرها. هو مركب كيميائي عبارة عن هرمون صناعي محفز لتكوين كريات الدم الحمراء يعتبر حمض نووي معاد التركيب من الإريثروبويتين يستخدم لعلاج فقر الدم، المرتبط عادة بالفشل الكلوي المزمن وفقر الدم المرتبط بالعلاج الكيميائي للسرطان.

## كيمياء
إيبويتين بيتا هو شكل صناعي عبارة عن حمض نووي معاد التركيب من الإريثروبويتين الطبيعي في جسم الإنسان الذي يتم إنتاجه في خلايا مبيض الهامستر الصيني. يحتوي على نفس تسلسل البروتين مثل إرثروبويتين الإنسان الطبيعي، ويتكون من 165 حمض أميني بوزن جزيئي 30 كيلو دالتون.